# Дронтен
Дронтен (нидерл. Dronten) — город и община в провинции Флеволанд в центральной части Нидерландов. Население общины — 40815 человек (на 1 января 2019 года), площадь общины — 423,86 км² (из которых суша — 334,35 км², вода — 89,51 км²). Население города — 26427 человек (2018).

## История
Планы по строительству города впервые начали разрабатываться в начале 1950-х годов, а окончательный проект был готов к 1958 году. Основание города было заложено в 1960 году. После этого началось обсуждение будущего статуса. Предполагалось, что Дронте будет самостоятельным городом, в то время как второй план предполагал статус города с отдельным местным самоуправлением. Первоначальный план города был рассчитан на 15 000 человек, но, впоследствии, это количество было увеличено в два раза, до 30 000 человек. Также, вокруг города должны были созданы 10 поселков, но это число было уменьшено ввиду разрастающегося трафика, который провоцировала развивающаяся община Нордостполдер. В конце концов было решено, что будет построено только два поселка — Биддингхёйзен (нидерл. Biddinghuizen) и Свифтербант (нидерл. Swifterbant), а также город — Дронтен. Статус и современное название город официально получил 1 января 1972 года
В 1995 году неподалёку от города прошли XVIII Всемирные скаутские сборы. В них приняло участие 28960 скаутов со всего мира.

## Образование
В Дронтене расположены Аграрный колледж и школа.

## Транспорт
Автомобильные дороги N305, N307, N309.
Развитое автобусное сообщение (внутригородское и с соседними городами).
Пригородные поезда. Железнодорожная станция «Дронтен» запущена в декабре 2012 года в составе участка Лелиштад-Зволле.

## Известные люди
- Анни Боркинк — конькобежка.
- Патрик Пауве — футболист.
- Хаким Зиеш — футболист.

## Достопримечательности
- Гольф-клуб

- Рядом с посёлком Биддингхёйзен находится парк аттракционов «Мир Валиби», известный в том числе продоводимыми рок фестивалями под открытым небом.